# Гантеля
Гантеля — третий студийный альбом российской группы «Кровосток», выпущенный в 2008 году. Альбом получил смешанные отзывы от критиков.

## Подготовка релиза и выпуск
По словам Андрея Бухарина, после выхода дебютного альбома «Река крови» группа «Кровосток» сразу же стала популярной. Многие верили, что музыканты действительно являются бандитами и рассказывают о событиях, которые происходили в действительности. Второй альбом группы — «Сквозное» — назван критиком откровенным провалом, поэтому выход третьего альбома стал для него неожиданностью. Со времени выхода предыдущего альбома у группы сменился битмейкер — место Полутрупа занял Фантомас 2000 — он, помимо прочего, добавил в музыку семплы из русской классики.
Запись альбома проходила с весны по осень 2007 года в Москве.

## Критика
Как отмечает Андрей Бухарин, музыка от смены битмейкера не стала разнообразнее, и он сравнивает песни с литературно-музыкальными постановками, которые сложно рассматривать с музыкальной точки зрения. По его мнению, несмотря на то, что участники группы имеют мало общего с уличной жизнью, песни в данном альбоме «на удивление точно отражают реальность „районов-кварталов“». Алексей Мажаев также пишет о изменениях в музыкальной составляющей. Также он отмечает изменения в манере читки: если раньше голос вокалиста был полностью беспристрастен, то теперь он стал более эмоциональным.
Александр Горбачев оценивает альбом крайне негативно. По его мнению, творчество группы превратилось «из остроумной шутки в продукт многоразового использования». Критик награждает альбом такими эпитетами как «спекуляция, симуляция, скука, враньё и мерзость». По мнению же Андрея Никитина, «Гантеля» не уступает первым альбомам группы ни в профессионализме, ни в остроумии, однако произведённого ранее эффекта повторить уже не удастся. Он не разделяет мнения Александра Горбачёва и пишет в своей рецензии о том, что, если «Река крови» была своего рода «занятной пародией на рэп», то «Гантеля» — это уже оригинальный хип-хоп с уникальным звучанием, которое, благодаря смене битмейкера, теперь не уступает текстам.

## Список композиций
Все тексты написаны Шилом и Фельдманом, вся музыка написана Фантомасом 2000.
| №   | Название      | Длительность |
| --- | ------------- | ------------ |
| 1.  | «Интро»       | 0:56         |
| 2.  | «Зимняя»      | 2:30         |
| 3.  | «Быть плохим» | 1:58         |
| 4.  | «Колхозники»  | 1:54         |
| 5.  | «Порно»       | 3:09         |
| 6.  | «Беспорядки»  | 3:52         |
| 7.  | «Гантеля»     | 2:47         |
| 8.  | «Органы»      | 3:12         |
| 9.  | «Глаза»       | 2:01         |
| 10. | «Ночь»        | 2:39         |
| 11. | «Метадон»     | 3:01         |
| 12. | «Киса»        | 2:35         |
| 13. | «Шурик»       | 2:49         |
| 14. | «Г.Э.С.»      | 2:11         |
| 15. | «Аутро»       | 2:14         |

| №  | Название     | Длительность |
| -- | ------------ | ------------ |
| 1. | «Гантеля»    |              |
| 2. | «Беспорядки» |              |